# Ana Vilenica

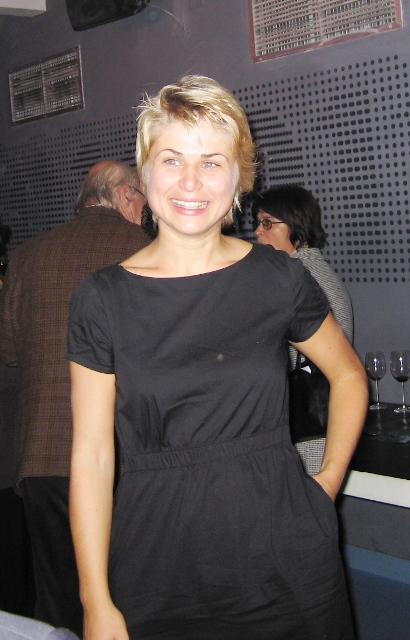
Ana Vilenica

Ana Vilenica (* 16. Juli 1978 in Rijeka, SFR Jugoslawien) ist eine kroatische Schauspielerin. Einem breiteren Publikum wurde sie 2003 durch die Tragikomödie Gori vatra – Feuer!, in der sie die Rolle der Azra verkörperte, bekannt. In Kroatien erhielt sie große Bekanntheit durch die Telenovela Dolina sunca, in der sie die weibliche Hauptrolle Eva Kralj verkörperte. In der Telenovela Kud puklo da puklo verkörperte sie die Nebenrolle der Vlatka.

## Filmografie (Auswahl)
- 2003: Gori vatra – Feuer! (Gori vatra)
- 2009–2010: Dolina sunca
- 2015–2016: Kud puklo da puklo